# Fontenla (Puenteareas)
Fontenla (oficialmente San Mamed de Fontenla) es una parroquia española del municipio de Puenteareas, perteneciente a la provincia de Pontevedra, en la comunidad autónoma de Galicia.

## Historia
Hacia mediados del siglo XIX, la parroquia, ya por entonces perteneciente a Puenteareas, tenía contabilizada una población de 257 habitantes. Aparece descrita en el octavo volumen del Diccionario geográfico-estadístico-histórico de España y sus posesiones de Ultramar de Pascual Madoz con las siguientes palabras:

FONTENLA (San Mamed): felig. en la prov. de Pontevedra (5 leg.), part. jud. y ayunt. de Puenteáreas (1), dióc. de Tuy (4). sit. al E. de la cap. del part.; con buena ventilacion y clima sano. Tiene unas 50 casas distribuidas en los l. de Barbanes, Ceo, Cornedo, Gayosa, Palmil, Picouto y Souto. La igl. parr. (San Mamed), está servida por un cura de entrada y provision de S. M., ó del diocesano, segun los meses en que vaca. Confina el term. N. Celeiros; E. Guillade; S. Lira, y O. Puenteáreas. El terreno participa de monte y llano y es bastente fértil: báñale por la parte del S. un riach. que va á desasguar en el Tea. prod.: maiz, centeno, trigo, patatas, legumbres, hortaliza, vino, lino, frutas y pastos: hay ganado vacuno, de cerda y lanar; caza y alguna pesca. ind.: la agrícola, molinos harineros y telares de lienzo ordinario. pobl.: 54 vec,, 257 alm. contr.: con su ayunt. (V.)
(Madoz, 1847, p. 134)

En 2023, tenía empadronados 290 habitantes.